# Citizendium
Citizendium (Ситизендиум от англ. a citizens' compendium of everything — «гражданский справочник обо всём») — это проект интернет-энциклопедии, предложенный 15 сентября 2006 года одним из основателей Википедии — Ларри Сэнгером. Предполагается, взяв за основу текущую версию английской Википедии, повысить достоверность информации за счёт привлечения к работе экспертов, а также за счёт усиления личной ответственности авторов.

## Главные идеи проекта

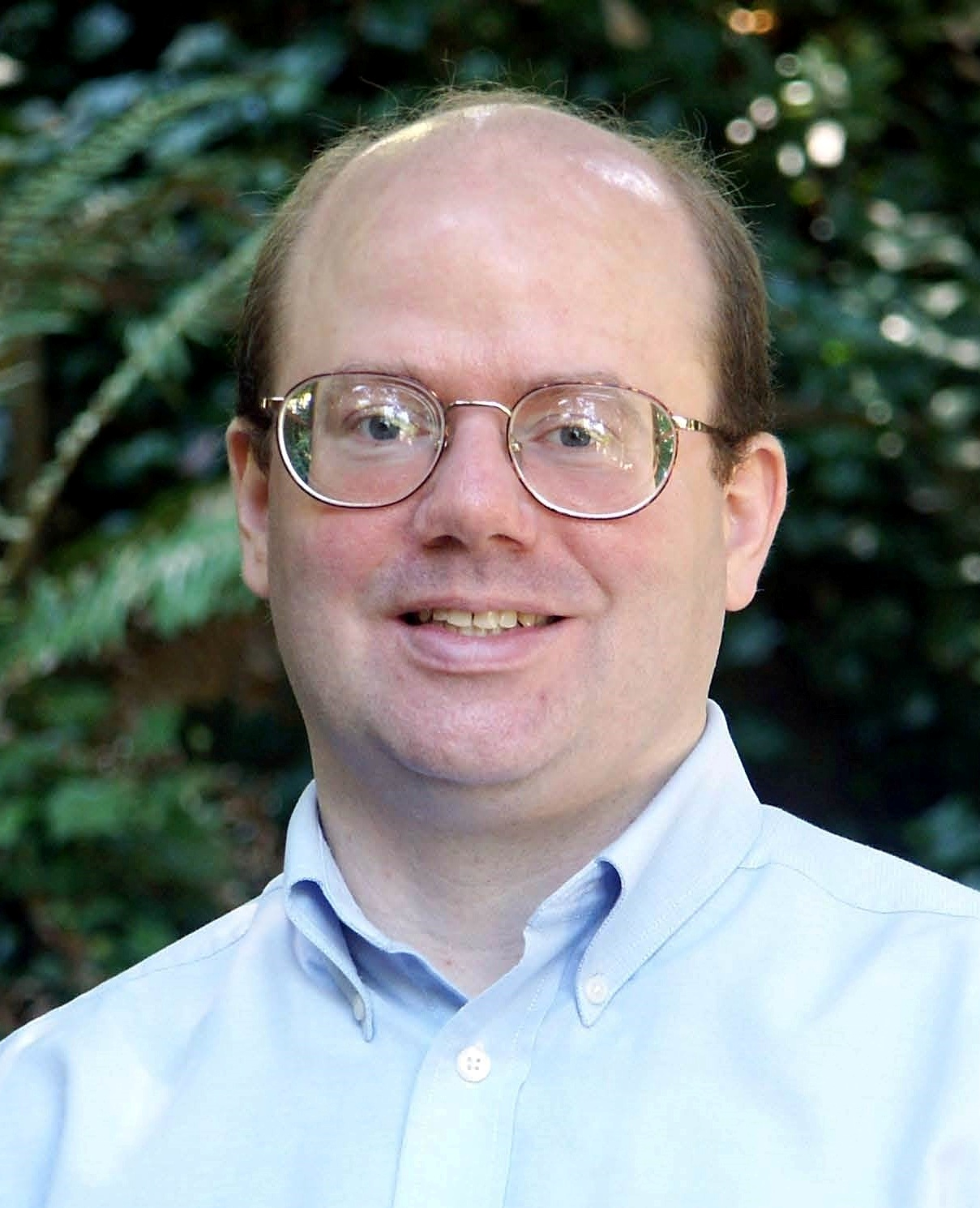
Ларри Сэнгер, шеф-редактор Citizendium.

Основное отличие Citizendium состоит в отсутствии анонимного редактирования — чтобы начать работу, каждый автор должен представиться и сообщить своё настоящее имя.

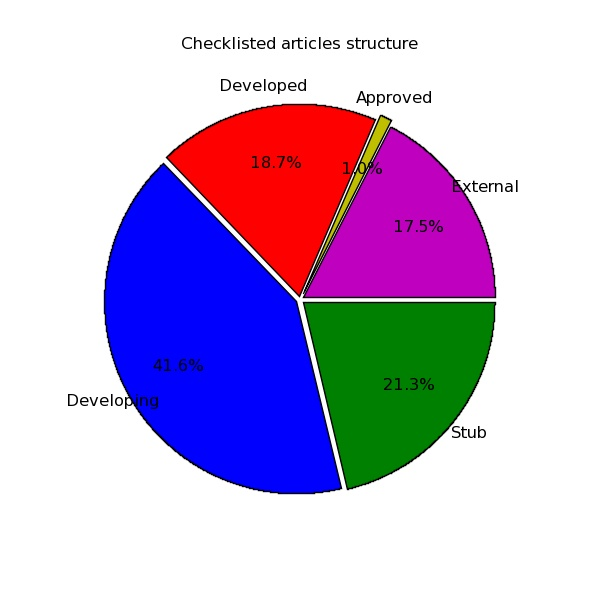
Структура статей Citizendium

## История

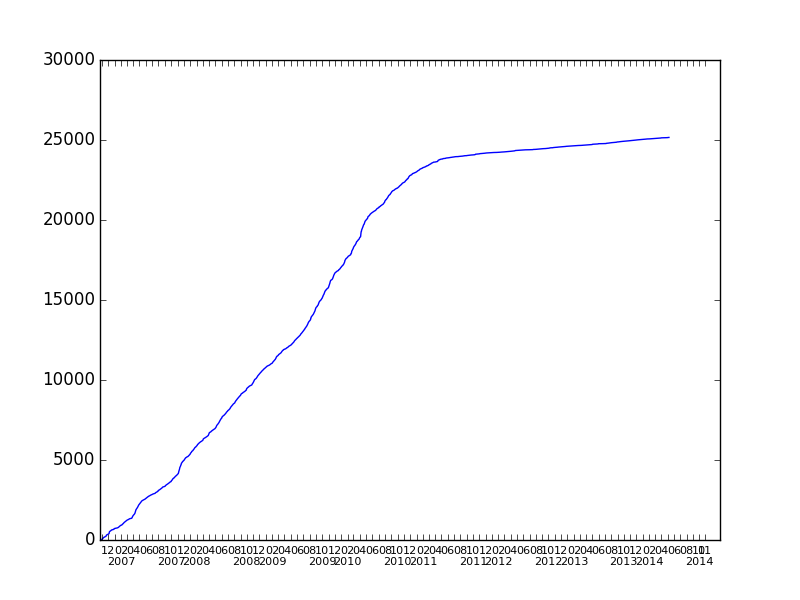
График: число статей на начало работы пилотного проекта

### Пилотный проект
Проект был анонсирован Сэнгером 15 сентября 2006, на 4-й конференции Wizards of OS в Берлине. Он не давал сроков окончания адаптации Википедии. Однако 2 октября 2006 Сэнгер сообщил о старте пилотного полнофункционального вики-проекта в течение «одного-двух месяцев».
В попытке ускорить темп роста проекта, 2 октября 2006 года модератор форума Citizendium Питер Хитчмоу предложил то, что он называл концепцией «Альфа-тестирования». Хитчмоу предложил ответвление нескольких статей Википедии на сайт, где участники форума Citizendium имеют право переписывать целый раздел содержания Википедии.
Ларри Сэнгер с энтузиазмом отнёсся к этой идее и первый предложил его уже существующую технологию Textop wiki как сайт для альфа-тестирования. Позже Сэнгер заявил, что Textop — не очень хороший выбор, но впоследствии проявил к нему интерес. Он предположил, что wiki с ограниченным доступом нужно попробовать и потребовал дальнейшего обсуждения.

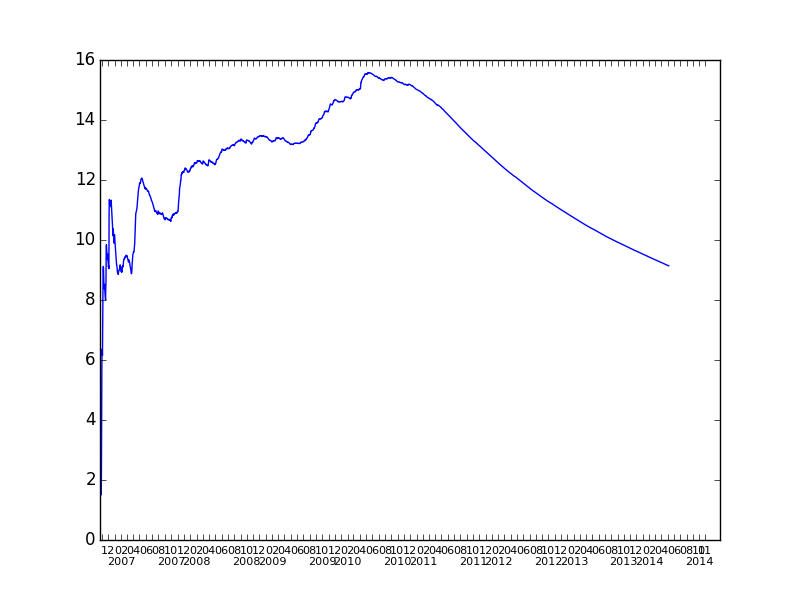
График развития (число статей в сутки).

### Ответвление Википедии
В соответствии с «заявлением о намерениях» Citizendium.org, проект Citizendium вначале рассматривался, как ответвление Википедии. Предполагалось копирование каждой статьи — под GNU Free Documentation License — почти в том виде, как они существуют в Википедии.
В настоящее время Citizendium существует только на английском языке, однако Сэнгер в своих очерках писал, что не сомневается в развитии других языковых ветвей проекта. В рецензии на книгу Эндрю Ки The Cult of the Amateur, Сэнгер иронически комментирует фразу Э.Ки: «The first example of a „solution“ he offers is the Citizendium, or the Citizens’ Compendium, which I like to describe briefly as Wikipedia with editors and real names. But how can Citizendium be a solution to the problems he raises, if it has experts working without pay, and the result is free? If it succeeds, won’t it contribute to the decline of reference publishing?»
27 сентября 2006 года Сэнгер взял «отпуск» в Цифровой Вселенной, чтобы основать полностью независимый «Фонд Citizendium». В первом пресс-релизе 17 октября 2006 года Сэнгер заявил, что Citizendium «скоро попытается сместить Википедию с места одного из основных источников информации в сети». Однако к середине 2010 года Citizendium состоял только из 14 000 статей.
2 января 2020 года на Citizendium началось обсуждение вопроса о том, следует ли закрыть сайт. В феврале того же года Wired назвал Citizendium «умирающим». 2 июля 2020 года Ларри Сэнгер написал, что он передал право собственности на доменное имя Citizendium Пэту Палмеру.

## Структура проекта

### Рабочие языки
В настоящее время — только английский.

### Политика и структура
Лишь изредка в Citizendium разрешалось анонимное редактирование, включая возможную корректуру доверенными copy editors, которые имеют низкий уровень авторитетности, для правки орфографии, синтаксиса и грамматических ошибок, и т. п.
Новых участников приглашают регистрироваться под реальными именами, с рабочим адресом электронной почты.